# Kirigi
Kirigi es un asesino ninja ficticio que aparece en los cómics estadounidenses publicados por Marvel Comics. Después de ser resucitado por La Mano, trabaja como agente para el grupo. Él es extremadamente fuerte, y es tanto un maestro de armas como un artista marcial consumado con una habilidad para usar una forma de meditación que le permite recuperarse de heridas que de otra manera serían mortales.

## Historial de publicación
Kirigi apareció por primera vez en Daredevil # 174-176 (septiembre-noviembre de 1981), y fue creado por Frank Miller.
El personaje aparece posteriormente en Daredevil # 187-188 (octubre-noviembre de 1982).

## Biografía
Si bien se sabe que los ninjas del antiguo Japón temían a Kirigi, poco más se sabe de su historia.
Kirigi es un oponente de La Casta, un grupo comandado por Stick, y dos de los antiguos alumnos de Stick, Daredevil y Elektra Natchios. Este odio finalmente lleva a la Mano a resucitarlo para destruir a Elektra. Esta trama finalmente llega a su clímax cuando Elektra, caminando hacia una trampa tendida por la Mano, intenta matar al Jonin (maestro ninja) de la Mano con la ayuda de Daredevil. En lugar de conocer a los Jonin, ella conoce a Kirigi. En respuesta, ella lo apuñala con dos sai; Sin embargo, él simplemente los saca sin esfuerzo. Luego la engaña para que vaya a por su sai, solo para ahogarla con su cuchillo de cuerda. Sin embargo, ella logra empalarlo con su espada, obligándolo a romper la pelea. Un día después, sin embargo, regresa para atacar a Elektra nuevamente después de recuperarse de sus heridas usando meditación y ungüentos místicos. Una vez más, una batalla feroz sobreviene. Elektra huye a una semi-plataforma y se estrella contra él a gran velocidad. Luego salta del semirremolque antes de que explote. A pesar de esto, Kirigi simplemente se levanta, aunque su piel todavía está envuelta en llamas. Finalmente, Elektra simplemente lo decapita mientras trata de recuperarse, diciendo: "Dios o demonio, Kirigi tenía un cuello y eso era lo suficientemente humano".
Varios ninjas de la Mano pronto se enfrentarán con la Casta y Daredevil y sacrificarán sus vidas para resucitar a Kirigi una vez más, para ayudarlos en su batalla contra la Casta y Daredevil. En este momento, Daredevil ha perdido temporalmente el control de sus sentidos mejorados y se encuentra en un tanque de aislamiento con Stick, que está tratando de ayudarlo a recuperar el control sobre ellos. El recién resucitado Kirigi intenta emboscar a Stick, pero él no es rival para los guerreros Castos, quienes colectivamente pueden derrotarlo. Stick luego ordena que el cuerpo de Kirigi sea destruido para evitar que resucite una vez más.

## Poderes y habilidades
Kirigi tiene una resistencia aparentemente sobrehumana al dolor y las lesiones. Es capaz de levantar por lo menos 1,000 libras. Tanto un maestro de armas como un artista marcial consumado, sus diversas áreas de experiencia incluyen el uso de la Katana, Shuriken, Kyoketsu Shogi (cuchillo de cuerda) y sai. Además, el uso de una forma de meditación le permite recuperarse de heridas mortales. Como resultado, es virtualmente impermeable a todas las heridas excepto a las devastadoras.

## En otros medios

### Película
- En la película del 2005, Elektra, Kirigi es interpretado por Will Yun Lee. Además de ser un maestro espadachín, Kirigi puede moverse y atacar a una velocidad sobrehumana. Elektra desafió a Kirigi en una batalla final sobre quién debería obtener el Tesoro, que era una chica llamada Abby. Pelearon, pero Kirigi se impuso, derrotando a Elektra hasta que se dio cuenta de que él mató a su madre cuando ella era una niña. Kirigi corrió hacia ella, pero Elektra lo apuñaló en el arcón con su sai y lo arrojó a un pozo, donde se desintegró mientras caía.
- Se consideró que Kirigi se usaba para la primera temporada de la adaptación de Netflix de Daredevil, pero fue reemplazado por Nobu Yoshioka (interpretado por Peter Shinkoda).[5]

### Videojuegos
- Kirigi es un jefe en el videojuego Daredevil relacionado con la película Daredevil de acción en vivo. En el juego, él cree que Daredevil estaba trabajando para Kingpin y ha enviado al Daredevil para matarlo, ya que la Mano estaba en guerra con la pandilla de Kingpin. Kirigi aparentemente es asesinado por Daredevil después de derrotarlo.
- Kirigi aparece como un villano en el MMO Marvel Heroes.